# Margherita di Francia (regina d'Inghilterra 1158)
Margherita di Francia (novembre 1158 – Acri, agosto o settembre 1197) è stata una principessa francese, Regina consorte d'Inghilterra, dal 1170 al 1183 e Regina consorte d'Ungheria dal 1186 al 1196.

## Origine
Secondo il Roderici Toletani Archiepiscopi De Rebus Hispaniæ, Margherita era la figlia del re di Francia, Luigi VII e della sua seconda moglie, Costanza di Castiglia, figlia del re di León e Castiglia Alfonso VII l'Imperatore e di Berenguela di Barcellona, figlia primogenita del conte di Barcellona, Girona, Osona e Carcassonne, Raimondo Berengario III e della sua seconda moglie, la contessa di Provenza e Gévaudan, Dolce I (1090-1129); come conferma anche la Chronica Albrici Monachi Trium Fontium, definendo Margherita sorellastra del re di Francia, Filippo II Augusto.

Luigi VII di Francia, detto il Giovane, era il figlio maschio secondogenito del re di Francia Luigi VI e Adelaide di Savoia(1092 - 1154), che era figlia del conte di Savoia, Umberto II di Savoia (1065 – 1103), e di Gisella di Borgogna (ca. 1070 - aprile 1133), a sua volta figlia di Guglielmo I di Borgogna (1020 – Besançon, 1087), detto il Grande o l'Ardito, conte di Borgogna, conte di Mâcon e conte di Vienne.
Margherita era sorella maggiore di Adele ed era sorellastra di Maria di Champagne e di Alice di Blois, nate dal precedente matrimonio del padre con Eleonora d'Aquitania, nonché sorellastra, oltre che di Filippo Augusto anche di Agnese, nati dal terzo matrimonio del padre con Adèle di Champagne.

## Biografia
Margherita, come riporta l'abate e storico normanno, Robert de Torigni, priore dell'abbazia di Bec e sedicesimo abate di Mont-Saint-Michel nel suo Gesta Normannorum Ducum, era ancora in fasce quando, nel 1158, venne fidanzata a Enrico il Giovane, erede del trono d'Inghilterra e ancora secondo Robert de Torigni, figlio di Enrico II d'Inghilterra e di Eleonora d'Aquitania(filius Henrico regi Anglorum ex uxore sua regina Alienor, et vocatus est Henricus).

Margherita, sempre secondo Robert de Torigni, era ancora bambina, di tre anni circa, quando, nel 1160, venne sposata a Enrico il Giovane, di circa cinque anni. 
Sua suocera, Eleonora d'Aquitania, in prime nozze aveva sposato suo padre, Luigi VII, come riporta il monaco, storico e cronista inglese, Orderico Vitale nel suo Histoira Ecclesiastica, per cui, sia Margherita che il marito avevano due sorellastre, Maria e Alice, figlie di suo padre, Luigi VII, detto il Giovane, re di Francia, e di sua suocera, la duchessa d'Aquitania e Guascogna e contessa di Poitiers, Eleonora d'Aquitania, come riportano sia il cronista e monaco benedettino inglese, Matteo di Parigi, che la Chronica Albrici Monachi Trium Fontium.
Circa dieci anni dopo il marito divenne co-reggente insieme al padre, e Margherita, secondo la Historiae Anglicanae Scriptores X, fu incoronata regina il 27 agosto 1172, nell'abbazia benedettina di Winchester, come riporta Matteo di Parigi. 
Il suo matrimonio non fu allietato dalla nascita di figli, in quanto solo uno ne venne concepito, un maschio nato prematuro e morto dopo soli tre giorni di vita nel 1177, come riporta il The cartularies and registers of Peterborough Abbey (non consultato). La sua sterilità portò all'annullamento del matrimonio nel 1182. 

Tuttavia Enrico non poté trovare una nuova moglie poiché, come riporta il Chronicon petroburgense morì l'anno successivo (Mcixxxiii. Obiit Henricus iii. rex^ filius Henrici regis.) e il Domesday Descendants (non consultato) riporta che morì di dissenteria.
Margherita, secondo la Historiae Anglicanae Scriptores X, si sposò ancora nel 1186 col re d'Ungheria, Béla III, ma anche questa volta il matrimonio fu sterile, e nel 1196 tornò ad essere vedova, come riporta la Chronica Albrici Monachi Trium Fontium.
L'anno seguente intraprese un viaggio in Terra santa, morendo a San Giovanni d'Acri, poco dopo il 10 settembre 1197), come riporta il Chronique d'Ernoul et de Bernard le Trésorier e venne sepolta nella cattedrale di Tiro, nell'attuale Libano.

## Ascendenza
|                          |                      |                                       | Genitori                             |  |  | Nonni |  |  | Bisnonni             |  |  | Trisnonni           |  |
|                          |                      |                                       |                                      |  |  |       |  |  | Filippo I di Francia |  |  | Enrico I di Francia |  |
|                          |                      |                                       |                                      |  |  |       |  |  | Filippo I di Francia |  |  | Enrico I di Francia |  |
|                          |                      | Anna di Kiev                          |                                      |  |  |       |  |  | Filippo I di Francia |  |  |                     |  |
| Luigi VI di Francia      |                      |                                       |                                      |  |  |       |  |  | Filippo I di Francia |  |  |                     |  |
|                          |                      | Berta d'Olanda                        | Fiorenzo I d'Olanda                  |  |  |       |  |  |                      |  |  |                     |  |
|                          |                      | Berta d'Olanda                        | Fiorenzo I d'Olanda                  |  |  |       |  |  |                      |  |  |                     |  |
|                          |                      | Berta d'Olanda                        | Gertrude Billung                     |  |  |       |  |  |                      |  |  |                     |  |
| Luigi VII di Francia     |                      | Berta d'Olanda                        |                                      |  |  |       |  |  |                      |  |  |                     |  |
|                          |                      | Umberto II di Savoia                  | Amedeo II di Savoia                  |  |  |       |  |  |                      |  |  |                     |  |
|                          |                      | Umberto II di Savoia                  | Amedeo II di Savoia                  |  |  |       |  |  |                      |  |  |                     |  |
|                          |                      | Umberto II di Savoia                  | Giovanna di Ginevra                  |  |  |       |  |  |                      |  |  |                     |  |
| Adelaide di Savoia       |                      | Umberto II di Savoia                  |                                      |  |  |       |  |  |                      |  |  |                     |  |
|                          |                      | Giselda di Borgogna                   | Guglielmo I di Borgogna              |  |  |       |  |  |                      |  |  |                     |  |
|                          |                      | Giselda di Borgogna                   | Guglielmo I di Borgogna              |  |  |       |  |  |                      |  |  |                     |  |
|                          |                      | Giselda di Borgogna                   | Stefania di Borgogna                 |  |  |       |  |  |                      |  |  |                     |  |
| Margherita di Francia    |                      | Giselda di Borgogna                   |                                      |  |  |       |  |  |                      |  |  |                     |  |
|                          | Raimondo di Borgogna | Guglielmo I di Borgogna               |                                      |  |  |       |  |  |                      |  |  |                     |  |
|                          | Raimondo di Borgogna | Guglielmo I di Borgogna               |                                      |  |  |       |  |  |                      |  |  |                     |  |
|                          | Raimondo di Borgogna | Stefania di Borgogna                  |                                      |  |  |       |  |  |                      |  |  |                     |  |
| Alfonso VII di León      | Raimondo di Borgogna |                                       |                                      |  |  |       |  |  |                      |  |  |                     |  |
|                          |                      | Urraca di Castiglia                   | Alfonso VI di León                   |  |  |       |  |  |                      |  |  |                     |  |
|                          |                      | Urraca di Castiglia                   | Alfonso VI di León                   |  |  |       |  |  |                      |  |  |                     |  |
|                          |                      | Urraca di Castiglia                   | Costanza di Borgogna                 |  |  |       |  |  |                      |  |  |                     |  |
| Costanza di Castiglia    |                      | Urraca di Castiglia                   |                                      |  |  |       |  |  |                      |  |  |                     |  |
|                          |                      | Raimondo Berengario III di Barcellona | Raimondo Berengario II di Barcellona |  |  |       |  |  |                      |  |  |                     |  |
|                          |                      | Raimondo Berengario III di Barcellona | Raimondo Berengario II di Barcellona |  |  |       |  |  |                      |  |  |                     |  |
|                          |                      | Raimondo Berengario III di Barcellona | Matilde d'Altavilla                  |  |  |       |  |  |                      |  |  |                     |  |
| Berengaria di Barcellona |                      | Raimondo Berengario III di Barcellona |                                      |  |  |       |  |  |                      |  |  |                     |  |
|                          |                      | Dolce I di Provenza                   | Gilberto I di Gévaudan               |  |  |       |  |  |                      |  |  |                     |  |
|                          |                      | Dolce I di Provenza                   | Gilberto I di Gévaudan               |  |  |       |  |  |                      |  |  |                     |  |
|                          |                      | Dolce I di Provenza                   | Gerberga di Provenza                 |  |  |       |  |  |                      |  |  |                     |  |
|                          |                      | Dolce I di Provenza                   |                                      |  |  |       |  |  |                      |  |  |                     |  |

### Fonti primarie
- (LA)  Chronicon petroburgense.
- (LA)  Rerum Gallicarum et Francicarum Scriptores, tomus XII.
- (LA)  #ES España sagrada, Volume 23.
- (LA)  Chronique de Robert de Torigni, abbé du Mont-Saint-Michel. Tome 1.
- (LA)  Monumenta Germaniae Historica, Scriptores, Tomus XIII.
- (LA)  Monumenta Germaniae Historica, Scriptores, Tomus XXIII.
- (LA)  Historiae Anglicanae Scriptores X.
- (LA)  Matthæi Parisiensis, monachi Sancti Albani, Chronica majora
- (LA)  Ordericus Vitalis, Historia Ecclesiastica, vol. unicum
- (LA)  Histoira Ecclesiastica, pars III
- (LA)  Matthæi Parisiensis, monachi Sancti Albani, Historia Anglorum, vol. II

### Letteratura storiografica
- Louis Halphen, La Francia: Luigi VI e Luigi VII (1108-1180), cap. XVII, vol. V (Il trionfo del papato e lo sviluppo comunale) della Storia del Mondo Medievale, 1980, pp. 705–739
- (EN)  The World of El Cid: Chronicles of the Spanish Reconquest.
- (FR)  Chronique d'Ernoul et de Bernard le Trésorier.